# 塔拉·蘇塔里亞
塔拉·蘇塔里亞（英語：Tara Sutaria，1995年11月19日—）是印度女演員，主要出現在寶萊塢電影。
小时候出道在迪士尼印度的电视频道，作品包括《Oye Jassie》 等。她是2019年迪士尼电影《阿拉丁》 女主角茉莉公主的最後兩位演员人選之一，但由英国演员娜歐蜜·史考特取得角色。2019年，蘇塔里亞拍摄了她第一部宝莱坞电影《年度最佳學生2》（年度最佳學生的續集），对手演员是泰格·史洛夫。

## 外部連結
- 塔拉·蘇塔里亞在互联网电影资料库（IMDb）上的資料（英文）
- 塔拉·蘇塔里亞的Instagram帳戶
- 塔拉·蘇塔里亞的X（前Twitter）